# Duri Kosambi
Duri Kosambi is een kelurahan in het onderdistrict Cengkareng in het westen van Jakarta, Indonesië. Duri Kosambi telt 86.352 inwoners (volkstelling 2010).